# Pařížský půlmaraton
Pařížský půlmaraton (francouzsky Semi-Marathon de Paris) je půlmaraton, který se od roku 1993 běhá každoročně v březnu v Paříži. Zúčastňuje se ho v průměru kolem 30 tisíc běžců z celého světa. 
Rekord mužů drží Moses Kibet (Keňa) s časem 59 minut a 42 sekundy z roku 2021 a rekord žen Betty Lempus (Keňa) s časem 1:05:46 h z roku 2021.

## Trať
Start a cíl závodu, který vede východní částí Paříže, je u zámku Vincennes v Bois de Vincennes. Přes Avenue Daumesnil vede do města na Place Félix-Éboué, poté po Rue Reuilly a dále po Rue du Faubourg-Saint-Antoine na Place de la Bastille. Dále pokračuje po Rue de Rivoli na křižovatku s Boulevard de Sébastopol, kde se nachází nejzápadnější bod závodu. Poté míří na Place de l'Hôtel-de-Ville před Pařížskou radnici a poté po nábřeží Seiny proti proudu řeky na Boulevard Henri-IV kolem Bassin de l'Arsenal opět na Place de la Bastille. Zpátky po Avenue Daumesnil na Place Félix-Éboué, jižně po Rue de Charenton přes Boulevard périphérique a vrací se po Avenue de Gravelle opět přes Bois de Vincennes k zámku.

## Přehled vítězů
| Rok  | Vítěz                                                         | Země                                                          | Čas                                                           | Vítězka                                                       | Země                                                          | Čas                                                           | Doběhlo                                                       |
| ---- | ------------------------------------------------------------- | ------------------------------------------------------------- | ------------------------------------------------------------- | ------------------------------------------------------------- | ------------------------------------------------------------- | ------------------------------------------------------------- | ------------------------------------------------------------- |
| 2021 | Moses Kibet                                                   | Keňa                                                          | 59:42                                                         | Betty Lempus                                                  | Keňa                                                          | 1:05:46                                                       |                                                               |
| 2020 | Tento ročník byl zrušen kvůli opatření proti nemoci covid-19. | Tento ročník byl zrušen kvůli opatření proti nemoci covid-19. | Tento ročník byl zrušen kvůli opatření proti nemoci covid-19. | Tento ročník byl zrušen kvůli opatření proti nemoci covid-19. | Tento ročník byl zrušen kvůli opatření proti nemoci covid-19. | Tento ročník byl zrušen kvůli opatření proti nemoci covid-19. | Tento ročník byl zrušen kvůli opatření proti nemoci covid-19. |
| 2019 | Hizkel Tewelde                                                | Eritrea                                                       | 1:04:20                                                       | Nancy Kiprop                                                  | Keňa                                                          | 1:09:12                                                       |                                                               |
| 2018 | Evans Cheruiyot                                               | Keňa                                                          | 1:01:24                                                       | Antonina Kwambai                                              | Keňa                                                          | 1:08:07                                                       |                                                               |
| 2017 | Morris Gachaga                                                | Keňa                                                          | 1:00:38                                                       | Ruth Chepngetich                                              | Keňa                                                          | 1:08:08                                                       |                                                               |
| 2016 | Cyprian Kotut Kimurgor                                        | Keňa                                                          | 1:01:00                                                       | Dibaba Kuma                                                   | Etiopie                                                       | 1:09:18                                                       |                                                               |
| 2015 | Vincent Kipsegechi Yator                                      | Keňa                                                          | 1:00:12                                                       | Yebrgual Melese                                               | Etiopie                                                       | 1:09:50                                                       |                                                               |
| 2014 | Mulle Wasihun                                                 | Etiopie                                                       | 1:00:08                                                       | Yebrgual Melese                                               | Etiopie                                                       | 1:09:23                                                       |                                                               |
| 2013 | Abebe Negowo                                                  | Etiopie                                                       | 1:01:33                                                       | Gladys Kipsoi Cherchi                                         | Keňa                                                          | 1:08:58                                                       |                                                               |
| 2012 | Stanley Biwott                                                | Keňa                                                          | 59:44                                                         | Pauline Njeri Kahenya                                         | Keňa                                                          | 1:07:55                                                       |                                                               |
| 2011 | Stephen Kibet                                                 | Keňa                                                          | 1:01:36                                                       | Peninah Arusei                                                | Keňa                                                          | 1:08:30                                                       |                                                               |
| 2010 | Wilson Kiprop                                                 | Keňa                                                          | 1:01:26                                                       | Atsede Baysa                                                  | Etiopie                                                       | 1:11:05                                                       |                                                               |
| 2009 | Bazu Worku                                                    | Etiopie                                                       | 1:01:56                                                       | Jeļena Prokopčuka                                             | Lotyšsko                                                      | 1:10:43                                                       | 21.552                                                        |
| 2008 | Stephen Kipkoech Kibiwott                                     | Keňa                                                          | 1:01:04                                                       | Lenah Jemutai Cheruiyot                                       | Keňa                                                          | 1:09:45                                                       | 18.642                                                        |
| 2007 | Joseph Maregu                                                 | Keňa                                                          | 1:00:22                                                       | Caroline Chepkorir Kwambai                                    | Keňa                                                          | 1:10:26                                                       | 18.591                                                        |
| 2006 | Deriba Merga                                                  | Etiopie                                                       | 1:00:45                                                       | Rita Jeptoo Sitienei                                          | Keňa                                                          | 1:09:56                                                       | 17.886                                                        |
| 2005 | Dennis Musembi Ndiso                                          | Keňa                                                          | 1:02:34                                                       | Lenah Jemutai Cheruiyot                                       | Keňa                                                          | 1:11:56                                                       | 16.671                                                        |
| 2004 | Fred Mogaka Tumbo                                             | Keňa                                                          | 1:01:14                                                       | Ruth Kutol                                                    | Keňa                                                          | 1:11:13                                                       | 15.014                                                        |
| 2003 | Michael Kosgei Rotich                                         | Keňa                                                          | 1:01:30                                                       | Jeļena Prokopčuka                                             | Lotyšsko                                                      | 1:09:42                                                       |                                                               |
| 2002 | Wilson Onsare                                                 | Keňa                                                          | 1:01:33                                                       | Jeļena Prokopčuka                                             | Lotyšsko                                                      | 1:11:08                                                       |                                                               |
| 2001 | Elijah Nyabuti                                                | Keňa                                                          | 1:02:26                                                       | Florence Barsosio                                             | Keňa                                                          | 1:11:22                                                       |                                                               |
| 2000 | Amnaay Zebedayo Bayo                                          | Tanzanie                                                      | 1:00:50                                                       | Ann Njeri                                                     | Keňa                                                          | 1:10:40                                                       |                                                               |
| 1999 | Phaustin Baha Sulle                                           | Tanzanie                                                      | 1:01:37                                                       | Catherina McKiernan                                           | Irsko                                                         | 1:11:48                                                       |                                                               |
| 1998 | John Kipsang                                                  | Keňa                                                          | 1:01:21                                                       | Tegla Loroupe                                                 | Keňa                                                          | 1:10:59                                                       |                                                               |
| 1997 | Paul Atudonyang Korir                                         | Keňa                                                          | 1:02:12                                                       | Alina Gherasim                                                | Rumunsko                                                      | 1:09:37                                                       |                                                               |
| 1996 | Andrew Masai                                                  | Keňa                                                          | 1:01:16                                                       | Nadia Prasad                                                  | Nová Kaledonie                                                | 1:09:15                                                       |                                                               |
| 1995 | Clement Kiprotich                                             | Keňa                                                          | 1:03:22                                                       | Adriana Barbu                                                 | Rumunsko                                                      | 1:11:51                                                       |                                                               |
| 1994 | Saïd Ermili                                                   | Maroko                                                        | 1:01:58                                                       | Tegla Loroupe                                                 | Keňa                                                          | 1:10:47                                                       |                                                               |
| 1993 | Róbert Štefko                                                 | Slovensko                                                     | 1:02:42                                                       | Maria Rebelo-Lelut                                            | Francie                                                       | 1:13:02                                                       |                                                               |